# Loch Lomond (Lied)
Liedtext

By yon bonnie banks and by yon bonnie braes,

Where the sun shines bright on Loch Lomond.

Where me and my true love were ever wont to gae,

On the bonnie, bonnie banks of Loch Lomond.

Refrain:

Oh ye’ll take the high road and I’ll take the low road,

And I’ll be in Scotland afore ye;

But me and my true love will never meet again

On the bonnie, bonnie banks of Loch Lomond.

’Twas there that we parted in yon shady glen,

On the steep, steep side of Ben Lomond,

Where in deep purple hue the Hieland hills we view,

And the moon comin’ out in the gloamin’.

Refrain

The wee birdies sing and the wild flowers spring,

And in sunshine the waters are sleeping;

But the broken heart will ken nae second spring again,

Tho' the waeful may cease frae their greeting.

Refrain
The Bonnie Banks of Loch Lomond (etwa: Die schönen Ufer des Loch Lomond) ist ein schottisches Traditional.
Die Melodie wurde erstmals um 1841 in einem Einzeldruck nachgewiesen, allerdings zunächst noch mit dem abweichenden Titel Bonnie Loch Loman. Das Titelblatt des Drucks verweist auf die von Finlay Dun und John Thomson herausgegebene Sammlung Vocal Melodies of Scotland, ist aber in den erschienenen vier Bänden nicht enthalten.

## Geschichte

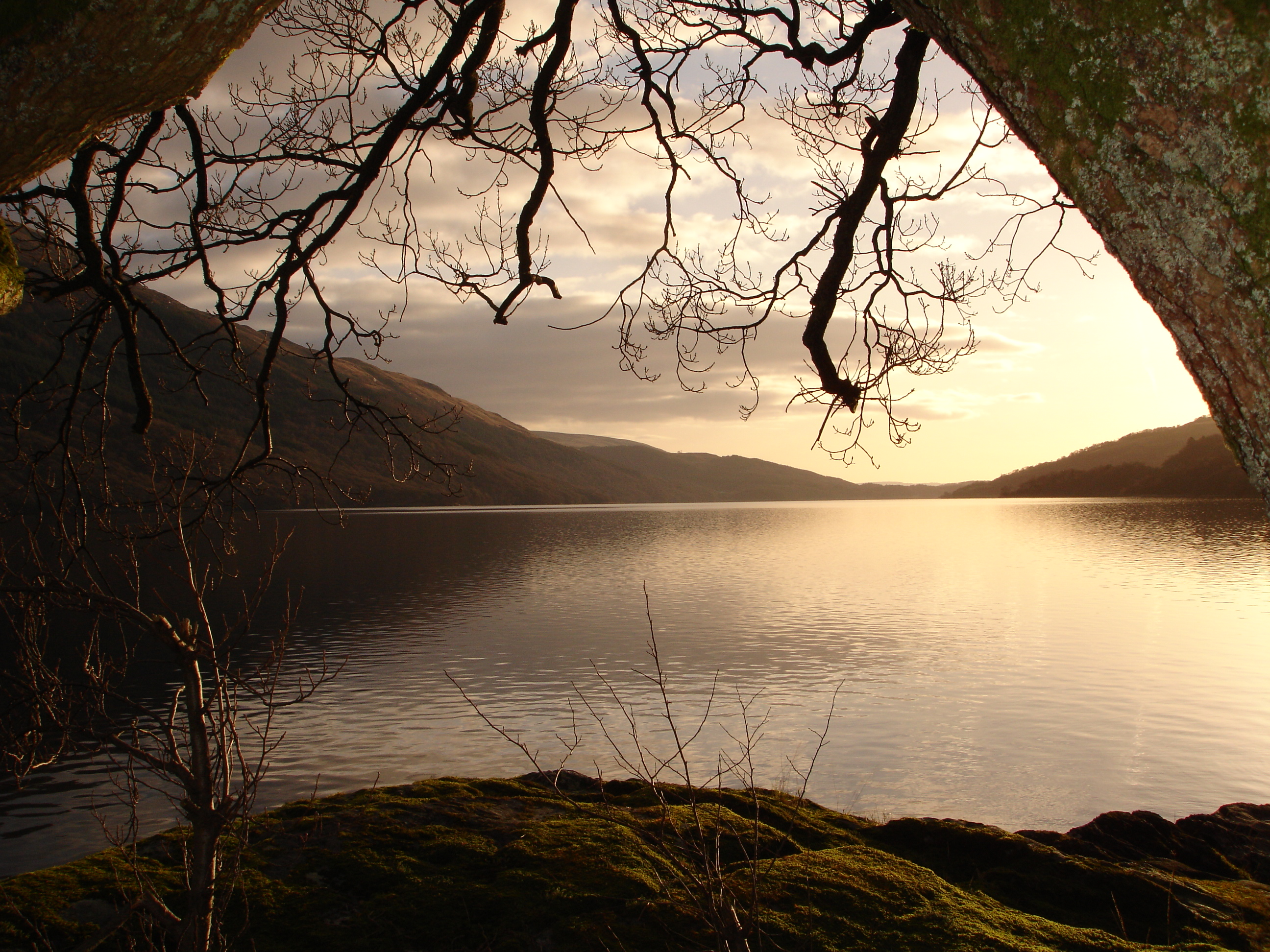
Loch Lomond

Nach einer der zahlreichen Legenden zur Entstehung des Textes sollen zwei Männer aus dem Gefolge von Bonnie Prince Charlie 1745 nach dem fehlgeschlagenen zweiten Jakobiteraufstand gefangen genommen worden sein. Einer wurde freigelassen, der andere zum Tod verurteilt: Der Freigelassene geht die High Road (den Weg über die Berge) nach Hause, während der Hingerichtete nur über die Low Road zu seiner Liebsten kommen kann – den Weg der Toten durch die Unterwelt.

## Aufnahmen
Loch Lomond wird immer wieder von zahlreichen Folkbands und anderen Künstlern interpretiert. Runrig spielte dieses Lied ebenso wie das Quadriga Consort häufig als Abschluss ihrer Konzerte.
Martha Tilton sang es im Famous Carnegie Hall Concert 1938 von Benny Goodman & his Orchestra. Den Gesangsteil hatte Tilton auch auf der zu dieser Zeit bereits veröffentlichten Studioaufnahme übernommen, denn das Stück war von Goodman bereits 1937 in den USA auf Schellackplatte veröffentlicht worden. Es erschien auf Victor 25717 zusammen mit dem Swing-Instrumental-Klassiker Camel Hop.
Zu den weiteren Interpreten von Loch Lomond gehören The King’s Singers, AC/DC, The Real McKenzies, Paddy Schmidt, The Corries, Matt McGinn, Kathy Kelly, An Cat Dubh, Rapalje, Marillion, Judy Collins, Maxine Sullivan, The Sandsacks, Dale Wilde Band, Saltatio Mortis, Peter Hollens und Claymore sowie Kurt Equiluz mit einer deutschen Version. Auch in der DDR wurde das Lied in den 1970er Jahren von Monika Hauff und Klaus-Dieter Henkler gesungen. Unter dem Titel Red is the Rose gibt es auch eine irische Version mit anderem Text.
Zwei Strophen des Liedes und der Refrain sind heute die Lieblingshymne der Anhänger der schottischen Rugbynationalmannschaft und auch der Tartan Army, der Anhänger der Fußballnationalmannschaft. Das Stück gehört deshalb zum festen Bestandteil unter anderem bei den Heimspielen der jeweiligen Mannschaften im Murrayfield Stadium in Edinburgh und Hampden Park in Glasgow. Eine 2007 für BBC Children in Need neu aufgenommene Version, in der sowohl die schottische Folk-Rock-Band Runrig als auch die Tartan Army auftraten, erreichte Platz neun der britischen Single-Charts und Platz eins in Schottland.
Die Fanhymne des 1. FC Köln Mer stonn zo dir FC Kölle von den Höhnern aus dem Jahr 1998 beruht auf der Melodie von Loch Lomond, ebenso der Schlager Französisch sprechen kann ich fast gar nicht von Trude Herr aus dem Jahr 1963. Auch Steve Martin verwendete die Melodie in seinem Song Clawhammer Medley vom Album The Crow: New Songs for the 5-string Banjo.